# 王战方
王战方（1962年4月—），男，汉族，河南渑池人，中华人民共和国政治人物。曾任中共卢氏县委书记，三门峡市人大常委会秘书长兼机关党委书记。绰号为“土坯房书记”。

## 生平
王战方于1982年8月参加工作，1984年4月加入中国共产党。1991年11月，担任中共张村乡党委副书记。1993年2月，出任乡党委书记，直至1997年1月。2008年9月，担任中共河南省卢氏县委副书记、卢氏县县长。2012年7月，升任卢氏县委书记。2016年3月24日，三门峡市六届人大六次会议进行选举，王战方当选三门峡市人大常委会秘书长。
2017年因贪污腐败下台，同年被检察机关决定逮捕。2018年，被开除党籍公职。

## 争议
王战方在担任卢氏县县委书记期间，大搞形象工程，政绩工程，如照村岭上的太阳能观光灯棒，使得当地百姓苦不堪言。当地人在网上列出了王战方的十大罪状。王战方落马下台后，有的当地人甚至放鞭炮以示庆祝。